# Currie Cup Premier Division 2013
La Currie Cup Premier Division de 2013 fue la septuagésima quinta edición del principal torneo de rugby provincial de Sudáfrica.
El campeón fue el equipo de Natal Sharks quienes obtuvieron su séptimo campeonato.

## Sistema de disputa
El torneo se disputó en formato liga donde cada equipo se enfrentó a los equipos restantes, luego los mejores cuatro clasificados disputaron semifinales y final.
Mientras que el último clasificado disputó un partido de promoción frente al campeón de la First Division.

## Clasificación
| Pos. | Equipo              | Encuentros | Encuentros | Encuentros | Encuentros | Tantos | Tantos | Tantos | PB | PB | Puntos |
| Pos. | Equipo              | PJ         | PG         | PE         | PP         | F      | C      | Dif    | BO | BD | Puntos |
| ---- | ------------------- | ---------- | ---------- | ---------- | ---------- | ------ | ------ | ------ | -- | -- | ------ |
| 1.º  | Western Province    | 10         | 8          | 2          | 0          | 245    | 201    | +44    | 1  | 0  | 37     |
| 2.º  | Natal Sharks        | 10         | 7          | 0          | 3          | 271    | 223    | +48    | 2  | 3  | 33     |
| 3.º  | Free State Cheetahs | 10         | 5          | 0          | 5          | 262    | 238    | +24    | 3  | 3  | 26     |
| 4.º  | Golden Lions        | 10         | 4          | 1          | 5          | 326    | 296    | +30    | 5  | 3  | 26     |
| 5.º  | Blue Bulls          | 10         | 3          | 1          | 6          | 225    | 253    | –28    | 2  | 1  | 17     |
| 6.º  | Griquas             | 10         | 1          | 0          | 9          | 208    | 326    | –118   | 1  | 6  | 11     |

|  | Semifinalistas. |
|  | Promoción.      |

### Semifinales
| 19 de octubre | Western Province | 33 - 16 | Golden Lions | Newlands Stadium, Ciudad del Cabo |  |

| 19 de octubre | Natal Sharks | 33 - 22 | Free State Cheetahs | Kings Park Stadium, Durban |  |

### Final
| 26 de octubre | Western Province | 19 - 33 | Natal Sharks | Newlands Stadium, Ciudad del Cabo |  |

| Bandera de Sudáfrica |
| Campeón Natal Sharks |
| Séptimo título       |

## Promoción
| 18 de octubre | Griquas | 21 - 19 | Pumas |  |  |

| 25 de octubre | Pumas | 33 - 15 | Griquas |  |  |

- Los Pumas ascienden de categoría para la próxima temporada.